# Donji Mekinjar
Donji Mekinjar falu Horvátországban, Lika-Zengg megyében. Közigazgatásilag Udbinához tartozik.

## Fekvése
Gospićtól légvonalban 24 km-re, közúton 60 km-re keletre, községközpontjától légvonalban 9 km-re, közúton 13 km-re északnyugatra, a Korbavamezőn fekszik.

## Története
Területe már az őskorban lakott volt. Az iskola épülete felett őskori erődítmény, valószínűleg földvár sáncai láthatók. Mekinjar nevét a középkorban többnyire "Mekinan" alakban írták. Első írásos említése „Mekynjane” néven 1466. május 15-én történt, amikor a korbavai bírói széken per zajlott a bobinjaniak és a mekinjaniak között. A falu alatti mezőn állt a középkorban a katolikus templom. Franz Julius Fras osztrák katonai topográfus 1834-ben a "Crkvina" nevű dűlőben az egykori templom szépen faragott és díszített kőtöredékeit látta. A török Korbava területével együtt 1527-ben foglalta el a falut, melynek horvát lakossága elmenekült. Ezt követően a 16. század közepén pravoszláv vallású vlachokat telepítettek ide, akiknek utódai szerbekként a mai napig is ott élnek. A falu iskoláját 1873-ban alapították. 1857-ben 98 háza és 1041 lakosa, 1910-ben 1058 lakosa volt. A trianoni békeszerződés előtt Lika-Korbava vármegye Udbinai járásához tartozott. Ezt követően előbb a Szerb-Horvát-Szlovén Királyság, majd Jugoszlávia része lett. 1991-ben lakosságának 93 százaléka szerb nemzetiségű volt. A falunak 2011-ben 31 lakosa volt.

## Lakosság
| Lakosság változása | Lakosság változása | Lakosság változása | Lakosság változása | Lakosság változása | Lakosság változása | Lakosság változása | Lakosság változása | Lakosság változása | Lakosság változása | Lakosság változása | Lakosság változása | Lakosság változása | Lakosság változása | Lakosság változása | Lakosság változása |
| ------------------ | ------------------ | ------------------ | ------------------ | ------------------ | ------------------ | ------------------ | ------------------ | ------------------ | ------------------ | ------------------ | ------------------ | ------------------ | ------------------ | ------------------ | ------------------ |
| 1857               | 1869               | 1880               | 1890               | 1900               | 1910               | 1921               | 1931               | 1948               | 1953               | 1961               | 1971               | 1981               | 1991               | 2001               | 2011               |
| 1.041              | 1.040              | 947                | 1.047              | 1.121              | 1.058              | 1.091              | 967                | 609                | 548                | 522                | 421                | 312                | 274                | 42                 | 31                 |

## Nevezetességei
- Mekinjar őskori eredetű várának ma már csak kettős, helyenként hármas sáncai láthatók. Falaknak nyoma sincsen.
- Szent György tiszteletére szentelt szerb pravoszláv temploma[4] 1749-ben épült, a második világháborúban felgyújtották, azóta rom. A templom a faluban található. Keletelt, egyhajós épület, a hajónál szűkebb, félköríves apszissal. A templom főhomlokzatán kiemelkedik a portál kereszttel és a templom építésére vonatkozó felirattal, valamint a kórus magasságáben és a harangtoronyban levő félköríves ablaknyílásokkal. A templom finoman megmunkált kőből épült, falai a főhajó magasságáig és a harangtorony felső szintjéig állnak.